# Bulbophyllum minutulum
Bulbophyllum minutulum é uma espécie de orquídea (família Orchidaceae) pertencente ao gênero Bulbophyllum. Foi descrita por Henry Nicholas Ridley, Isaac Henry Burkill e Richard Eric Holttum em 1923.